# Ляскувка-Делястовська
Ляскувка-Делястовська (пол. Laskówka Delastowska) — село в Польщі, у гміні Щуцин Домбровського повіту Малопольського воєводства.
Населення — 212 осіб (2011).
У 1975-1998 роках село належало до Тарновського воєводства.

## Демографія
Демографічна структура станом на 31 березня 2011 року:
|          | Загалом | Допрацездатний вік | Працездатний вік | Постпрацездатний вік |
| -------- | ------- | ------------------ | ---------------- | -------------------- |
| Чоловіки | 114     | 20                 | 78               | 16                   |
| Жінки    | 98      | 19                 | 53               | 26                   |
| Разом    | 212     | 39                 | 131              | 42                   |